# René De Cooman
René De Cooman (Montignies-sur-Sambre, 14 mei 1894 - 14 juli 1980) was een Belgisch volksvertegenwoordiger.

## Levensloop
De Cooman werd verkozen tot gemeenteraadslid van Montignies-sur-Sambre in 1933 en behield dit mandaat tot in 1938. Van 1936 tot 1949 was hij provincieraadslid in Henegouwen, van 1944 tot 1949 als voorzitter van de provincieraad.
In 1949 werd hij verkozen tot socialistisch volksvertegenwoordiger voor het arrondissement Charleroi, een mandaat dat hij uitoefende tot in 1968.
De Cooman was bijzonder actief in de gezondheidszorg. Om hem te eren werd in 1971 door de Intercommunale van Sociale Werken in Charleroi, een 'Fondation René De Cooman' opgericht die de 'Prix René De Cooman' uitreikt aan Belgische onderzoekers voor origineel werk dat is uitgevoerd betreffende verouderingsprocessen.
In Courcelles is er een Rue René de Cooman.
In de 'Centre Hospitalier Universitaire André Vésale' in Montigny-le-Tilleul is er een Auditorium René de Cooman.

## Publicaties
- Charleroi, terre d'urbanisme, Brussel, 1946.
- La création d'un centre de gériatrie à Charleroi, in: L'hôpital belge, Charleroi, 1962